# Boris Zimine
Pour les articles homonymes, voir Zimine.
Boris Zimine, né le 2 juin 1990 à Sartrouville, est un coureur cycliste et directeur sportif français. Il est professionnel pendant deux ans au sein de l'équipe continentale Roubaix Lille Métropole. Après l’arrêt de sa carrière de coureur, il devient directeur sportif du CC Étupes pendant trois ans entre 2019 et 2021, du Team DSM U23 en 2022. Il est actuellement directeur sportif de l’équipe suisse Tudor Pro Cycling Team U23.

## Biographie

### Carrière cycliste
En décembre 2009, Boris Zimine est percuté par une voiture et chute alors qu'il s'entraine, ce qui lui provoque un traumatisme crânien et une fracture à un tibia.
Boris Zimine, après deux saisons dans l'équipe professionnelle Roubaix Lille Métropole, prévoit de disputer la saison 2014 dans l'équipe amateur du CC Étupes. Finalement, en janvier 2014, il annonce la fin de sa carrière de coureur qu'il justifie par une perte de son niveau qu'il explique par ses 4 opérations artères iliaques sur les dix-huit mois précédents. Il fait toutefois un retour à la compétition au deuxième semestre de l'année 2014.
À la fin de l'année 2014, il signe un contrat en faveur du CM Aubervilliers 93 qu'il renouvelle en 2015.
Au mois d'octobre 2016 il s'engage avec le GSC Blagnac VS 31.
Perturbé depuis plusieurs années par des problèmes d'artères iliaques, il arrête sa carrière sportive en mars 2018.

### Reconversion professionnelle
En 2019, il devient directeur sportif du CC Étupes. Il vit deux titres de champion de France espoirs avec les sacres de Théo Delacroix et d'Axel Zingle en 2019 puis 2020. Il quitte le club à la fin de la saison 2021 pour rejoindre la réserve de l'équipe DSM. 
En novembre 2022, Boris Zimine est annoncé sur le départ par l'équipe néerlandaise.

## Palmarès et classements mondiaux

### Palmarès
- 2007
  - 3e étape du Trophée Centre Morbihan
- 2008
  - 2e étape du Tour de l'Abitibi
- 2011
  - 2e étape du Tour de la Creuse
- 2015
  - 3e de la Vienne Classic
  - 3e du Grand Prix des Hauts-de-France
- 2016
  - 2e de la Vienne Classic

### Classements mondiaux
| Année           | 2012 |
| --------------- | ---- |
| UCI Europe Tour | 886e |